# Pjotr Lebedev

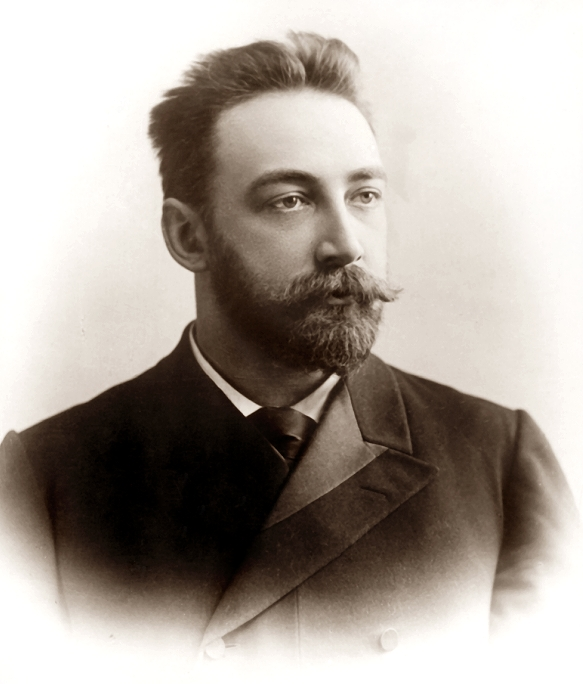
Pjotr Nikolajevits Lebedev

Pjotr Nikolajevits Lebedev (Russisch: Пётр Николаевич Лебедев) (Moskou, 8 maart [O.S. 24 februari] 1866 – aldaar, 14 maart [O.S. 1 maart] 1912) was een Russisch natuurkundige.
Lebedev studeerde natuurkunde aan de Universiteit van Straatsburg onder August Kundt, waar hij in 1891 promoveerde. Aansluitend begon hij te werken aan de Staatsuniversiteit van Moskou in de groep van Aleksandr Stoletov. Daar voerde hij zijn beroemde experimentele studie uit naar elektromagnetische straling. Hij was de eerste die rond rond 1899 de stralingsdruk van licht op een vast lichaam mat. Deze ontdekking werd tijdens het Wereld Natuurkundig Congres te Parijs in 1900 bekendgemaakt en was de eerste kwantitatieve bevestiging van Maxwells theorie van elektromagnetisme. Ook deed hij onderzoek naar de dubbelbreking van elektrische golven en naar het aardmagnetisch veld.
Rond 1901 werd Lebedev hoogleraar bij de Moskouse Staatsuniversiteit, echter rond 1911 verliet hij de universiteit als protest tegen het politieke beleid van het ministerie van onderwijs. Rond dezelfde tijd ontving hij een uitnodiging om hoogleraar te worden in Stockholm, maar wees deze af. Hij overleed een jaar later op 46-jarige leeftijd.
Het Lebedev Instituut voor Fysica in Moskou en de maankrater Lebedev zijn naar hem vernoemd.